# Yidalpta thetys
Yidalpta thetys là một loài bướm đêm trong họ Erebidae.